# Donja Tramošnja (Oštra Luka)
Donja Tramošnja (szerbül: Доња Трамошња) falu Bosznia-Hercegovinában, a Szerb Köztársaságban, Oštra Luka községben. Donja Tramošnja településnek a Szerb Köztársaság terülétéhez került, kis része.

## Fekvése
Bosznia-Hercegovina északnyugati részén, Banja Lukától légvonalban 31, közúton 58 km-re délnyugatra, Prijedortól légvonalban 29, közúton 52 km-re délre, községközpontjától  légvonalban 17, közúton 29 km-re délkeletre, a Tramošnjica-patak völgye feletti hegyvidéki területen fekszik. A faluhoz ma csak egy keskeny makadámút vezet. A Tramošnjica-patak Podglavicától északkeletre, 638 méteres tengerszint feletti magasságban ered, majd Donja és Gornja Tramošnja között átfolyva Kijevónál egyesül a Gluvać-patakkal, Kijevska Rijeka néven folyik tovább nyugat felé, hogy Lužana és Tomina között ömöljön a Szanába.

## Népessége
| Nemzetiségi csoport | Népesség 1991 | Népesség 2013 |
| ------------------- | ------------- | ------------- |
| Szerb               | 173           | 2             |
| Bosnyák             | 0             | 0             |
| Horvát              | 0             | 0             |
| Jugoszláv           | 0             | 0             |
| Egyéb               | 0             | 0             |
| Összesen            | 173           | 2             |

## Története
A régészeti leletek tanúsága szerint területe már a történelem előtti időkben is lakott volt. Határában, egy alacsony hegynyeregben, a Gradina lelőhelyen ókori erődített település maradványai találhatók.
Tramošnja 1878-ig az Oszmán Birodalomhoz tartozott, majd az Osztrák–Magyar Monarchia annektálta. Az első osztrák-magyar népszámlálás során 1879-ben Tramošnjának 827 lakosából 822 ortodox szerb és 5 katolikus horvát volt. 1910-ben Tramošnjának már 1132 lakosa volt. 1918-ben az új délszláv állam része lett. A tramošnjai állami elemi iskola 1933-ban nyílt meg. 1941-ben Donja és Gornja Tramošnjának csak szerb lakosa volt. 1941. május 6. és 8. között a szomszédos Kijevónál nagy összecsapások voltak a horvát usztasa csapatok, a német megszállók és a szerb felkelők között, amelyben Tramošnja lakosai közül is többen részt vettek. Az összecsapások után a felkelők a túlerőben levő usztasa és német csapatok elől Tramošnja erdős, hegyes határába menekültek.
Sok más faluhoz hasonlóan Donja Tramošnját is pusztította a boszniai háború forgószele. A szerb lakosság száma akkor esett vissza, amikor 1995-ben a Sana’95 hadművelet során a bosnyák kormánycsapatok elfoglalták a falut a szerbektől és a távozó szerb csapatokkal a szerb lakosság is elmenekült. A háború után az egykor létező hatvan háztartásból csak harminc tért vissza. A legtöbb egykori lakos ma szerte a nagyvilágon él és dolgozik, de nem feledkeznek meg szülőföldjükről, ezt bizonyítja a hit és a felvilágosodás terjesztőiről, Cirillről és Metódról elnevezett templom építése.
A településen az 1991-es népszámlálás adatai szerint 173-an éltek. A boszniai háborút lezáró daytoni békeszerződés rendelkezése alapján az ország területét felosztották a Bosznia-hercegovinai Föderáció és a boszniai Szerb Köztársaság között. A békeszerződés utáni területmegosztási megállapodás értelmében a háború előtti település területének egy kis része, 0,67 km2 területtel a Boszniai Szerb Köztársasághoz és Oštra Luka községhez került, míg a település területének nagy része, 11,32 km2 területtel a Bosznia-hercegovinai Föderáció Una-Szanai kantonjában levő Sanski Most község területénél maradt.

## Nevezetességei
- Szent Cirill és Metód tiszteletére szentelt pravoszláv temploma épülőben van. A templom orosz stílusú lesz, jellegzetes kupolákkal. Az épület elvi tervét és kivitelezési tervét egy ukrajnai építész készítette, érdekesség, hogy a templom építésére a szomszédos Kijevo faluból egy céget és bosnyák iparosokat bíztak meg.[6]

- Gradina – ókori erődített település maradványai. A lelőhelyen ma már nem látszanak az egykori erődítmény nyomai, de az ásatások során a földből késő bronzkori és vaskori sírok kerültek elő gazdag kerámia mellékletekkel.[4]